# Mostafa Matar
Mostafa Matar (tiếng Ả Rập: مصطفى مطر; sinh ngày 10 tháng 9 năm 1995) là một cầu thủ bóng đá người Liban chơi ở vị trí thủ môn cho câu lạc bộ Safa SC tại Giải vô địch quốc gia Liban và đội tuyển bóng đá quốc gia Liban.

## Sự nghiệp quốc tế
Anh từng thi đấu tại đội tuyển U-23 Liban. Tháng 12 năm 2018, anh đã được triệu tập cho đội tuyển quốc gia dự Asian Cup 2019.